# Juan Brigo
Juan C. Brigo je bivši argentinski hokejaš na travi. 
Na hokejaškom turniru na Olimpijskim igrama 1948. u Londonu je igrao za Argentinu, koja je ispala u 1. krugu. Argentina je osvojila 2. mjesto u skupini "A", iza kasnijeg olimpijskog pobjednika Indije, kojima je jedina uspjela dati pogodak. Na završnoj ljestvici je dijelila 5. – 13. mjesto.

## Vanjske poveznice
- Profil na Sports Reference.com  Arhivirana inačica izvorne stranice od 30. siječnja 2012. (Wayback Machine)
- Hockey Argentina  Arhivirana inačica izvorne stranice od 4. kolovoza 2009. (Wayback Machine) Hombres